# La Nocle-Maulaix
La Nocle-Maulaix – miejscowość i gmina we Francji, w regionie Burgundia-Franche-Comté, w departamencie Nièvre.
Według danych na rok 1990 gminę zamieszkiwało 376 osób, a gęstość zaludnienia wynosiła 12 osób/km² (wśród 2044 gmin Burgundii La Nocle-Maulaix plasuje się na 549. miejscu pod względem liczby ludności, natomiast pod względem powierzchni na miejscu 159.).